# Vladica Brdarovski
Vladica Brdarovski (in macedone Владица Брдаровски?; Bitola, 7 febbraio 1992) è un calciatore macedone, difensore svincolato.

## Carriera

### Club
Ha giocato nella massima serie dei campionati macedone, ceco ed ungherese.

### Nazionale
Il 14 dicembre 2012 esordisce con la nazionale macedone nell'amichevole contro la Polonia persa per 4-1.

## Palmarès

### Club

#### Competizioni nazionali
- Supercoppa di Macedonia: 1

Vardar: 2015
- Campionato macedone: 4

Vardar: 2015-2016, 2016-2017, 2019-2020
Shkupi: 2021-2022